# Adrián Betancourt Pérez
Adrián Betancourt Pérez (ur. 29 grudnia 1982) – kubański zapaśnik w stylu klasycznym. Brązowy medal na mistrzostwach panamerykańskich w 2003. Piąty na MŚ juniorów w 2000 roku.